# Nikólaos Karathanasópoulos
Nikólaos Karathanasópoulos (en grec Νικόλαος Καραθανασόπουλος), né le 25 mars 1963 à Athènes, est un homme politique grec.

## Biographie
Économiste de profession, il est élu député au Parlement grec sur la liste du Parti communiste de Grèce dans la circonscription de l'Achaïe depuis 2007.